# Wassil Dimow
Wassil Dimow (bulgarisch Васил Димов; eigentlich Wasil Dimow Wasilew, auch Vasil Dimov) (* 8. Januar 1878 in Stara Sagora; † 10. November 1941 in Sofia) war ein bulgarischer Maler, Restaurator und Kunstkritiker.
Wassil Dimow besuchte von 1896 bis 1898 die Zeichenschule in Sofia, 1898/99 die Kunstakademie in Rom und 1890/91 die Kunstakademie in Florenz. 1904/05 war er als Restaurator in Neapel und Pompeji tätig. Bis 1920 arbeitete als Zeichenlehrer an Gymnasien in Sofia. Er war an der Umwandlung der Zeichenschule in eine Kunstakademie beteiligt und wirkte dort von 1920 bis 1932 als Lehrer für Methodik der künstlerischen Ausbildung und Leiter von Museum und Bibliothek. Er war auch als Kunstkritiker für Zeitschriften und Zeitungen tätig.
Als Maler schuf er überwiegend impressionistische Landschaften, dazu Porträts und figürliche Kompositionen. Auch schuf er einige Mosaiken für die Alexander-Newski-Kathedrale in Sofia und war als Freskenrestaurator in Weliko Tarnowo tätig.

## Wassil Dimow, geb. 1945
Ein Zeichner und Maler gleichen Namens und Enkel von Wassil Dimow in Sofia, geboren 1945 in Wien, lebt nach vielen Jahren in Wien nunmehr im Mühlviertel in Oberösterreich. Er ist seit 1984 Mitglied des Wiener Künstlerhauses. 1992 bis 2009 war er Lehrer.